# 소피 융에 페데르센
소피 융에 페데르센(덴마크어: Sofie Junge Pedersen, 1992년 4월 24일 ~ )은 덴마크의 여자 축구 선수이다. 포지션은 수비형 미드필더이며, 현재 이탈리아 세리에 A 펨미닐레의 유벤투스 FC 위민에서 활동하고 있다.

## 클럽 경력
7세 시절부터 BMI에서 축구를 시작했으며 2007년에 자신의 고향인 오르후스를 연고로 하는 여자 축구 클럽인 IK 스코우바켄 산하 청소년 클럽에 입단했다. 2009년부터 2011년까지 IK 스코우바켄 성인 팀에서 활약했고 2009년에는 IK 스코우바켄의 덴마크 여자컵 우승을 견인했다. 2010년 4월에는 팀 동료였던 페르닐레 하르데르와 함께 예외 가능성을 인정하여 IK 스코우바켄과의 계약을 체결했다.
2012년에 포르투나 예링으로 이적했으며 2013-14 엘리테디비시오넨 시즌에서 포르투나 예링의 우승을 견인했다. 2015년 6월에는 스웨덴의 여자 축구 클럽인 FC 로셍오르드로 이적하면서 다말스벤스칸 무대에 데뷔했다. 2015년에는 FC 로셍오르드의 다말스벤스칸 우승을 경험했지만 2016 다말스벤스칸 시즌은 뇌진탕으로 인해 참가하지 못했다.
2017년에 스페인의 여자 축구 클럽인 레반테 UD 페메니노로 이적하면서 프리메라 디비시온 페메니나 무대에서 활약했으며 2018년 7월에는 스웨덴 다말스벤스칸 소속 여자 축구 클럽인 빗셰 GIK로 이적했다. 2018년 12월에는 이탈리아 세리에 A 펨미닐레 소속 여자 축구 클럽인 유벤투스 FC 위민으로 이적했고 2018-19 시즌에서는 유벤투스의 세리에 A 펨미닐레 우승, 여자 코파 이탈리아 우승에 기여했다.

## 국가대표 경력
2007년부터 2011년까지 덴마크 여자 U-16, U-17, U-19, U-23 축구 국가대표팀 선수로 활약했다. 뉴질랜드에서 개최된 2008년 FIFA U-17 여자 월드컵에서는 본선 4경기에 모두 출전하여 덴마크의 8강전 진출에 기여했는데 덴마크는 조선민주주의인민공화국과의 8강전 경기에서 0-4로 패배하면서 탈락했다.
2011년 12월 8일에 브라질 상파울루에서 열린 칠레와의 친선 경기에 처음 출전하면서 덴마크 여자 축구 국가대표팀 선수로 데뷔했으며 덴마크는 칠레에 4-0 승리를 기록했다. 스웨덴에서 개최된 UEFA 여자 유로 2013에서는 스웨덴, 이탈리아와의 조별 예선 경기에 기용되었는데 덴마크는 해당 대회에서 준결승전에 진출하는 성적을 기록했다. 네덜란드에서 개최된 UEFA 여자 유로 2017에서는 오스트리아와의 준결승전 경기, 네덜란드와의 결승전 경기에 출전했으며 덴마크는 해당 대회에서 준우승을 차지했다.

## 수상

### 클럽
IK 스코우바켄
- 덴마크 여자컵 1회 우승 (2008-09)

포르투나 예링
- 엘리테디비시오넨 1회 우승 (2013-14)

FC 로셍오르드
- 다말스벤스칸 1회 우승 (2015)

유벤투스
- 세리에 A 펨미닐레 1회 우승 (2018-19)
- 여자 코파 이탈리아 1회 우승 (2018-19)

### 국가대표
- UEFA 여자 유로 2017 준우승